# Origen de replicación

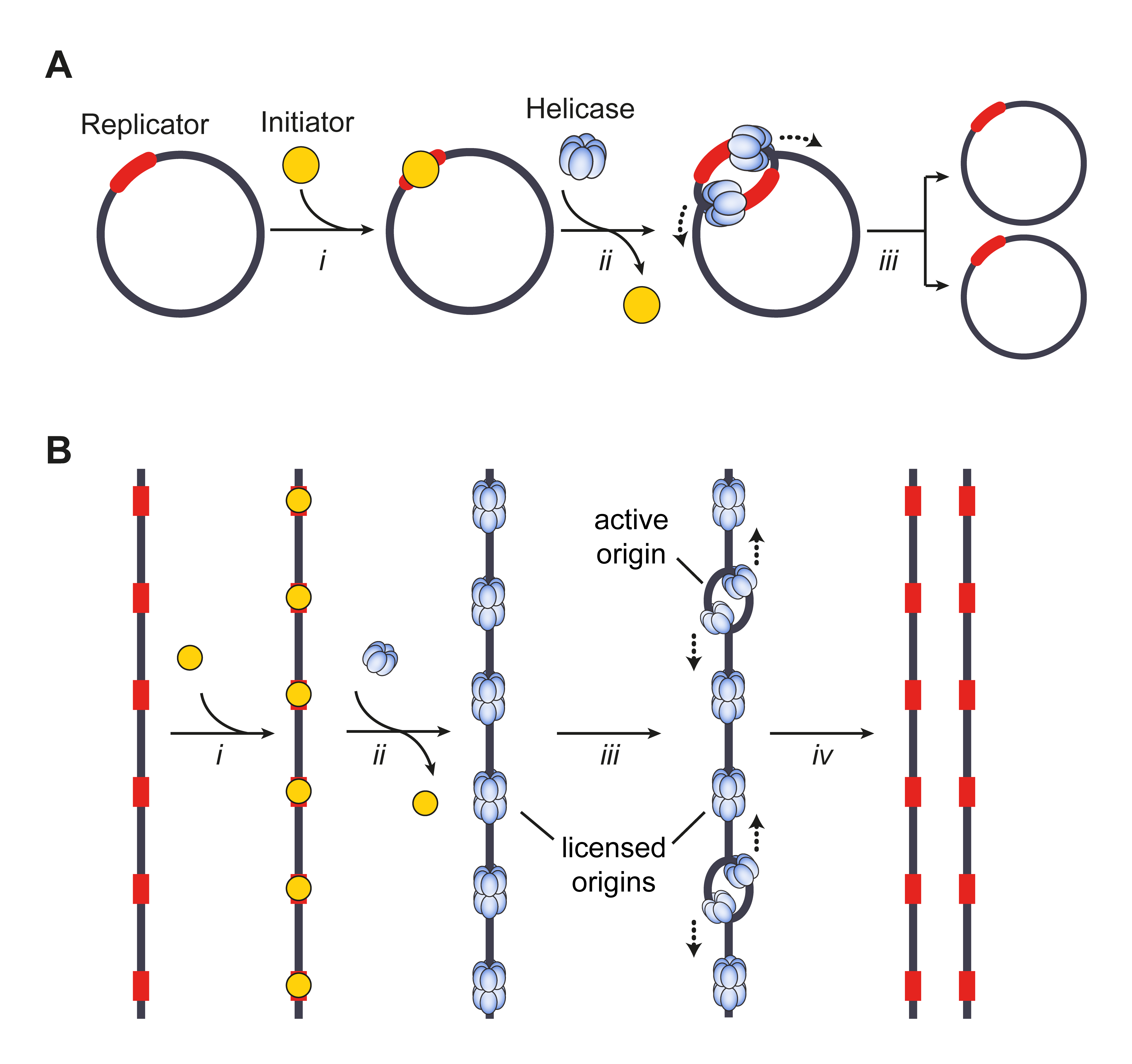
Modelos para el inicio de la replicación del ADN bacteriano (A) y eucariota (B).

Un origen de replicación es el lugar del cromosoma donde se inicia la replicación de la cadena de ADN. Se trata, por lo tanto, de una determinada secuencia de nucleótidos a partir de la cual se desarrolla la horquilla de replicación que dará lugar a las dos cadenas idénticas de ADN resultantes.
En los organismos procariotas suele encontrarse un único origen de replicación en su ADN, mientras que en los eucariotas se encuentran normalmente múltiples orígenes en cada cromosoma, lo que permite una velocidad razonable de replicación de las largas cadenas de ADN de estos organismos. Esta multiplicidad de orígenes en una cadena conforma las denominadas burbujas de replicación.